# Coppa di Polonia 2022-2023 (pallavolo maschile)
La Coppa di Polonia 2022-2023, 66ª edizione della coppa nazionale di pallavolo maschile, si è svolta dal 19 ottobre 2022 al 26 febbraio 2023: al torneo hanno partecipato ventitré squadre di club polacche e la vittoria finale è andata per la decima volta, la quarta consecutiva, allo ZAKSA.

## Regolamento
La formula del torneo ha previsto primo turno, secondo turno, terzo turno, quarto turno, quarti di finale, semifinali e finale, giocati con gara unica.

## Squadre partecipanti
| - Anioły Toruń - Asseco Resovia - Avia Świdnik - Arka Chełm - Będzin - Bobrowniki - Dąbrowa Górnicza - Gwardia Wrocław | - Huragan - Jastrzębski Węgiel - Lechia - Norwid Częstochowa - SMS Spała - SMS Spała II - Ślepsk Suwałki - Słupca | - Sparta - Rudziniec - Trefl Gdańsk - Trefl Gdańsk II - Warta Zawiercie - ZAKSA - ZAKSA Strzelce Opolskie |

## Torneo

### Tabellone
|  | Quarti di finale   | Quarti di finale |                    |                    | Semifinali | Semifinali |  |  | Finale | Finale |  |
|  |                    |                  |                    |                    |            |            |  |  |        |        |  |
|  | Asseco Resovia     | 3                |                    |                    |            |            |  |  |        |        |  |
|  | Asseco Resovia     | 3                |                    |                    |            |            |  |  |        |        |  |
|  | Ślepsk Suwałki     | 0                |                    |                    |            |            |  |  |        |        |  |
|  | Ślepsk Suwałki     | 0                |                    | Asseco Resovia     | 0          |            |  |  |        |        |  |
|  |                    |                  |                    | Asseco Resovia     | 0          |            |  |  |        |        |  |
|  |                    |                  | Jastrzębski Węgiel | 3                  |            |            |  |  |        |        |  |
|  | Arka Chełm         | 0                | Jastrzębski Węgiel | 3                  |            |            |  |  |        |        |  |
|  | Arka Chełm         | 0                |                    |                    |            |            |  |  |        |        |  |
|  | Jastrzębski Węgiel | 3                |                    |                    |            |            |  |  |        |        |  |
|  | Jastrzębski Węgiel | 3                |                    | Jastrzębski Węgiel | 0          |            |  |  |        |        |  |
|  |                    |                  |                    |                    |            |            |  |  |        |        |  |
|  |                    |                  | ZAKSA              | 3                  |            |            |  |  |        |        |  |
|  | Będzin             | 1                | ZAKSA              | 3                  |            |            |  |  |        |        |  |
|  | Będzin             | 1                |                    |                    |            |            |  |  |        |        |  |
|  | Warta Zawiercie    | 3                |                    |                    |            |            |  |  |        |        |  |
|  | Warta Zawiercie    | 3                |                    | Warta Zawiercie    | 0          |            |  |  |        |        |  |
|  |                    |                  |                    | Warta Zawiercie    | 0          |            |  |  |        |        |  |
|  |                    |                  | ZAKSA              | 3                  |            |            |  |  |        |        |  |
|  | ZAKSA              | 3                | ZAKSA              | 3                  |            |            |  |  |        |        |  |
|  | ZAKSA              | 3                |                    |                    |            |            |  |  |        |        |  |
|  | Trefl Gdańsk       | 0                |                    |                    |            |            |  |  |        |        |  |

### Risultati

#### Primo turno
| 19 ottobre 2022 GOSiR Stare Babice, Stare Babice Durata: ? - Spettatori: ? | Huragan | 0 - 3 | Sparta | 18-25, 9-25, 15-25 |

#### Secondo turno
| 16 novembre 2022 Hala COS OPO, Inowłódz Durata: ? - Spettatori: ?                    | SMS Spała II     | 3 - 1 | Lechia                  | 25-18, 25-23, 22-25, 25-19        |
| 16 novembre 2022 Hala Swobodnej 46, Dąbrowa Górnicza Durata: ? - Spettatori: ?       | Dąbrowa Górnicza | 0 - 3 | Norwid Częstochowa      | 19-25, 14-25, 20-25               |
| 16 novembre 2022 Hala sportowa, Kleszczów Durata: ? - Spettatori: ?                  | Rudziniec        | 2 - 3 | ZAKSA Strzelce Opolskie | 27-25, 25-27, 17-25, 25-20, 10-15 |
| 16 novembre 2022 Hala widowiskowo-sportowa LUX, Bobrowniki Durata: ? - Spettatori: ? | Bobrowniki       | 0 - 3 | Będzin                  | 15-25, 13-25, 16-25               |
| 16 novembre 2022 Hala sportowa MOSiR, Słupca Durata: ? - Spettatori: ?               | Słupca           | 3 - 1 | SMS Spała               | 25-18, 25-19, 20-25, 25-15        |
| 16 novembre 2022 Hala sportowa MOSiR, Chełm Durata: ? - Spettatori: ?                | Arka Chełm       | 3 - 1 | Gwardia Wrocław         | 23-25, 25-21, 22-25, 26-24, 15-11 |
| 16 novembre 2022 Miejska Hala Sportowa, Danzica Durata: ? - Spettatori: ?            | Trefl Gdańsk II  | 0 - 3 | Anioły Toruń            | 15-25, 11-25, 13-25               |
| 16 novembre 2022 Grodziska Hala Sportowa, Grodzisk M. Durata: ? - Spettatori: ?      | Sparta           | 0 - 3 | Avia Świdnik            | 24-26, 21-25, 22-25               |

#### Terzo turno
| 7 dicembre 2022 Hala COS OPO, Inowłódz Durata: ? - Spettatori: ?                          | SMS Spała II            | 0 - 3 | Norwid Częstochowa | 18-25, 16-25, 20-25               |
| 7 dicembre 2022 Hala przy ul. Kozielskiej 34, Strzelce Opolskie Durata: ? - Spettatori: ? | ZAKSA Strzelce Opolskie | 0 - 3 | Będzin             | 15-25, 26-28, 19-25               |
| 7 dicembre 2022 Hala sportowa MOSiR, Słupca Durata: ? - Spettatori: ?                     | Słupca                  | 0 - 3 | Arka Chełm         | 16-25, 20-25, 16-25               |
| 7 dicembre 2022 Hala sportowa SP nr 28, Toruń Durata: ? - Spettatori: ?                   | Anioły Toruń            | 2 - 3 | Avia Świdnik       | 25-20, 24-26, 25-18, 25-27, 10-15 |

#### Quarto turno
| 11 gennaio 2023 Hala IX LO, Częstochowa Durata: ? - Spettatori: ?    | Norwid Częstochowa | 1 - 3 | Będzin       | 21-25, 29-31, 25-21, 24-26 |
| 11 gennaio 2023 Hala sportowa MOSiR, Chełm Durata: ? - Spettatori: ? | Arka Chełm         | 3 - 0 | Avia Świdnik | 25-19, 25-18, 25-20        |

#### Quarti di finale
| 31 gennaio 2023 Będzin Arena, Będzin Durata: 1h:55 - Spettatori: 2 300          | Będzin         | 1 - 3 | Warta Zawiercie    | 23-25, 25-22, 22-25, 23-25 |
| 1º febbraio 2023 Hala Azoty, Kędzierzyn-Koźle Durata: 1h:21 - Spettatori: 1 050 | ZAKSA          | 3 - 0 | Trefl Gdańsk       | 25-21, 25-22, 25-17        |
| 1º febbraio 2023 Hala Podpromie, Rzeszów Durata: 1h:08 - Spettatori: 1 100      | Asseco Resovia | 3 - 0 | Ślepsk Suwałki     | 25-19, 25-15, 25-19        |
| 31 gennaio 2023 Hala sportowa MOSiR, Chełm Durata: 1h:25 - Spettatori: 1 500    | Arka Chełm     | 0 - 3 | Jastrzębski Węgiel | 22-25, 24-26, 23-25        |

#### Semifinali
| 25 febbraio 2023 Kraków Arena, Cracovia Durata: 1h:21 - Spettatori: 8 500 | Warta Zawiercie | 0 - 3 | ZAKSA              | 18-25, 20-25, 19-25 |
| 25 febbraio 2023 Kraków Arena, Cracovia Durata: 1h:18 - Spettatori: 9 500 | Asseco Resovia  | 0 - 3 | Jastrzębski Węgiel | 17-25, 19-25, 17-25 |

#### Finale
| 26 febbraio 2023 Kraków Arena, Cracovia Durata: 1h:37 - Spettatori: 11 815 | Jastrzębski Węgiel | 0 - 3 | ZAKSA | 24-26, 27-29, 23-25 |